# 1968-as vásárvárosok kupája-döntő
Az 1968-as vásárvárosok kupája-döntő volt a 10. VVK-döntő. A trófeáért az angol Leeds United és az 1965-ös VVK-győztes Ferencváros mérkőzött. Az oda-visszavágós párharcot 1–0-s összesítéssel a Leeds United nyerte.

## Mérkőzésadatok

### 1. mérkőzés
| 1968. augusztus 7. |

| Leeds United | 1–0   | Ferencváros |
| ------------ | ----- | ----------- |
| Jones 41'    | (1–0) |             |

| Elland Road, Leeds Nézőszám: 25 368 Játékvezető: Rudolf Scheurer (svájci) |

| Leeds United | Ferencváros |

| LEEDS UNITED: |   |                 |  |     |
|               |   |                 |  |     |
| GK            | 1 | Gary Sprake     |  |     |
|               | ' | Paul Reaney     |  |     |
|               | ' | Terry Cooper    |  |     |
|               | ' | Billy Bremner   |  |     |
|               | ' | Jack Charlton   |  |     |
|               | ' | Norman Hunter   |  |     |
|               | ' | Peter Lorimer   |  |     |
|               | ' | Paul Madeley    |  |     |
|               | ' | Mick Jones      |  | 46' |
|               | ' | Johnny Giles    |  | 46' |
|               | ' | Eddie Gray      |  |     |
| Cserék:       |   |                 |  |     |
| FW            | ' | Rod Belfitt     |  | 46' |
| FW            | ' | Jimmy Greenhoff |  | 46' |
| Vezetőedző:   |   |                 |  |     |
| Don Revie     |   |                 |  |     |

| FERENCVÁROS: |   |                    |
|              |   |                    |
| GK           | 1 | Géczi István       |
| DF           | ' | Novák Dezső        |
| DF           | ' | Páncsics Miklós    |
| DF           | ' | Havasi Sándor      |
| MF           | ' | Juhász István      |
| FW           | ' | Szűcs Lajos        |
| MF           | ' | Szőke István       |
| MF           | ' | Varga Zoltán       |
| FW           | ' | Albert Flórián     |
| MF           | ' | Rákosi Gyula       |
| FW           | ' | Fenyvesi Máté      |
| Cserék:      |   |                    |
| MF           | ' | Branikovits László |
| Vezetőedző:  |   |                    |
| Lakat Károly |   |                    |

### 2. mérkőzések
| 1968. szeptember 11. |

| Ferencváros | 0–0 | Leeds United |
| ----------- | --- | ------------ |
|             |     |              |

| Népstadion, Budapest Nézőszám: 70 000 Játékvezető: Gerhard Schulenburg (nyugatnémet) |

| Ferencváros | Leeds United |

| FERENCVÁROS: |   |                 |
|              |   |                 |
| GK           | 1 | Géczi István    |
| DF           | ' | Novák Dezső     |
| DF           | ' | Páncsics Miklós |
| DF           | ' | Havasi Sándor   |
| MF           | ' | Juhász István   |
| FW           | ' | Szűcs Lajos     |
| MF           | ' | Szőke István    |
| MF           | ' | Varga Zoltán    |
| FW           | ' | Albert Flórián  |
| MF           | ' | Rákosi Gyula    |
| FW           | ' | Katona Sándor   |
| Cserék:      |   |                 |
|              | ' | Karába János    |
| Vezetőedző:  |   |                 |
| Lakat Károly |   |                 |

| LEEDS UNITED: |   |                 |  |     |
|               |   |                 |  |     |
| GK            | 1 | Gary Sprake     |  |     |
|               | ' | Paul Reaney     |  |     |
|               | ' | Terry Cooper    |  |     |
|               | ' | Billy Bremner   |  |     |
|               | ' | Jack Charlton   |  |     |
|               | ' | Norman Hunter   |  |     |
| MF            | ' | Michael O’Grady |  |     |
|               | ' | Peter Lorimer   |  |     |
|               | ' | Paul Madeley    |  |     |
|               | ' | Mick Jones      |  |     |
|               | ' | Terry Hibbitt   |  | 62' |
| Cserék:       |   |                 |  |     |
|               | ' | Mick Bates      |  | 62' |
| Vezetőedző:   |   |                 |  |     |
| Don Revie     |   |                 |  |     |

Összesítésben a Leeds United 1–0-ra nyert.
| Az 1967–1968-as vásárvárosok kupája győztese |
| -------------------------------------------- |
| Leeds United 1. cím                          |